# Saint-Anne Sandy Point
Pour les articles homonymes, voir Saint-Anne.
Saint-Anne Sandy Point est l'une des quatorze paroisses de Saint-Christophe-et-Niévès. Elle est située sur l'île Saint-Christophe.

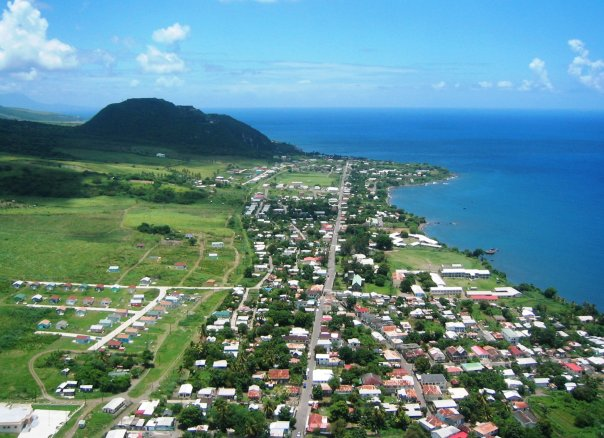